# 나 홀로 집에 2
《나 홀로 집에 2》(영어: Home Alone 2: Lost in New York)는 1992년 크리스마스 시즌에 개봉한 미국의 코미디 영화다.

## 개요
존 휴스가 각본과 제작, 크리스 콜럼버스가 감독을 맡았다. 이 영화는 나홀로 집에 시리즈의 두 번째 영화이자 속편이다. 맥컬리 컬킨은 케빈 맥콜리스터 역할을, 조 페시와 다니엘 스턴은 짓궂은 노상강도 해리 림, 마브 머챈츠 역할을 연기한다. 그 외에는 캐서린 오하라, 존 허드, 롭 슈나이더, 팀 커리, 브렌다 프리커가 출연한다. 케빈과 그의 가족이 크리스마스 휴가를 미국 플로리다주 마이애미로 떠날 때 공항역에서 헤어져 뉴욕주 뉴욕 시에 도착한다. 그가 플라자 호텔에 머물기 위해 아버지의 신용 카드를 사용하고, 과거에 자신의 집에 공격을 가하고, 탈옥한 도둑 해리, 마브와 다시 맞서게 된다. 영화는 일리노이주 위네카, 시카고의 오헤어 국제공항, 에번스턴와 뉴욕 시에서 촬영되었다. 뉴욕 시의 던칸의 장난감 가게의 외부는 시카고의 루커리 빌딩 외곽에서 촬영되었다. 마이애미 장면은 로스앤젤레스 국제공항에서 촬영된 마이애미 국제공항 외부를 포함한 로스앤젤레스에서 촬영되었다. 영화는 1992년에 두 번째로 흥행에 성공한 영화가 되었으며, 미국에서 1억 7,300만 달러의 수익을 올렸고, 2,000만 달러의 제작비를 들여 전 세계적으로 3억 5,900만 달러을 벌어 들였다. 이 영화는 또한 영화 제작 당시 프라자 호텔을 소유한 현재 미국의 대통령 도널드 트럼프가 카메오로 등장하는 것에 주목할 만하다. 1997년 개봉한 나홀로 집에 3는 5년 후 제작 되었지만 원래의 출연진과 감독은 그 영화에 참여하지 않았다.

## 줄거리
1년이 지나고, 크리스마스를 앞두고 느닷없이 플로리다 주 마이애미로 해수욕을 가기로 한 케빈 맥콜리스터(맥컬리 컬킨 분)의 가족들은 저번 크리스마스와 똑같이 들떠있다. 하지만 케빈은 크리스마스 때 따뜻한 남부 지방으로 간다는 것이 불만이었다. 더구나 케빈의 불만을 증폭시킨 사건이 나타나 결국 케빈의 성질머리가 터져버린 사건이 일어났다. 여행을 가기 전날에 케빈과 대가족들의 아들들과 딸들은 크리스마스 공연을 어른들에게 보여준답시고 인근 교회에서 공연을 펼쳤다. 그런데 케빈에게 못된 장난치려는 버즈가 케빈이 노래를 부르는 도중에 가짜 양초 2개를 케빈의 귀 위에 올려 관중석을 웃음바다로 만들었다. 이것을 가까스로 알아차린 케빈이 그냥 둘 리가 없었는데 케빈은 저번 피자 사건 때처럼 버즈를 또 한 대 친다. 버즈는 케빈에게 한 대 맞고 또 옆으로 쓰러지면서 다른 아이들까지 넘어지고 무대는 온통 난리가 나 버렸다. 당연히 공연은 대실패로 끝났고, 버즈와 케빈은 대가족들 앞에 불려가게 되었다. 버즈는 옛날과는 다르게 이번 사건에 대해서 케빈에게 정중히 사과했다. 하지만 케빈은 버즈가 대가족들의 압력 때문에 자신에게 제대로 사과하지 않고 가식적으로 사과를 한다는 것을 알아챘고, 버즈는 케빈에게 은밀히 한 번 고자질 해 보라고 비웃기까지 했다. 케빈은 대가족들에게 버즈가 이번 사건에 대해서 자신에게 제대로 사과하지 않는다고 항의했으나, 대가족들은 오히려 케빈을 또 억울하게 혼냈고 또 다시 케빈을 또 억울하게 3층 다락방으로 보내버렸다. 그런데 누가 케빈네 가족들 아니랄까봐, 다음날에도 또 늦잠을 자고 말아서 대가족들은 또 다시 시간에 쫓겨 난장판을 피운다. 허겁지겁 공항 버스를 타고 시카고 국제공항에 도착하는 데 성공했고, 이번에는 다행히 케빈이 무사히 따라왔다. 그리고 비행기를 타려고 하는 찰나, 대가족들이 너무 빨리 뛰어버리는 바람에 케빈은 녹음기 배터리를 교체하기 위해 한눈을 팔다가 일행들에게서 낙오되었다. 배터리를 교체하고 정신을 차린 케빈은 아빠와 똑같은 코트를 입은 신사를 아빠로 착각하고 신사를 따라간다. 그런데 알고 보니 마이애미로 가는 비행기가 아닌 뉴욕으로 가는 비행기를 타고 말았던 것이었다. 하지만 케빈은 이 비행기가 마이애미로 가는 비행기인 줄 알고 있었고, 더군다나 자신의 아빠가 같이 와 있으니 맞다고 생각했다. 뉴욕에 홀로 떨어진 케빈은 처음에는 어이없어했고, 앞으로의 두려움이 막막했다. 하지만 이내 이성을 되찾고 뉴욕 특별시를 여행할 겸, 아빠가 맡겨 둔 가방속에 있는 지갑에 있던 신용 카드와 현금을 이용하기 시작한다. 뉴욕에서 가장 유명한 프라자 호텔에 투숙한다. 그 때 "젖은 도둑파"의 해리 림(조 페시 분)와 마브 머챈츠(다니엘 스턴 분)가 교도소에서 탈옥하였고, 생선 운반차에 숨어 타고 뉴욕 특별시에 나타났으며, 이들과 케빈은 다시 만나게 된다. 케빈이 덩컨 장난감 가게에서 만난 던칸 씨는 크리스마스 때 벌은 돈을 어린이 병원에 기부하려고 했다. 케빈은 던칸 씨의 마음에 감동하여 자신의 돈을 기증했고 던칸 씨는 감사하다면서 비둘기 2개를 가져가라고 했다. 공교롭게 해리와 마브가 이 기부금을 노리고 있었다. 케빈은 해리와 마브를 다시 만나 결국 쫓기는 신세가 된다. 케빈은 급하게 해리와 마브를 저지하기 위해서 진주 목걸이를 구입하여 목걸이를 분해해서 진주 구슬을 바닥에 떨어뜨려, 해리와 마브가 그 구슬을 밟아 크게 넘어지도록 했다. 그리고 간신히 호텔 앞에 도착하게 되지만, 아까까지만 해도 매우 친절했던 호텔 직원의 표정이 심상치 않아보였다. 이미 호텔 직원은 케빈의 신용카드를 추적하는 데 성공했기 때문이었다. 호텔의 대부분 직원들은 케빈을 붙잡아 경찰서로 끌고 가기 위해서 케빈의 이동을 저지했다. 궁지에 몰린 케빈은 자신의 호텔 방이 있는 곳까지 성공적으로 도망가기로 계획했고, 엘리베이터 앞에 도착했을 즈음 케빈은 뒤로 누워 등이 다 까지도록 슬라이딩하여 간신히 엘리베이터를 타 도망하는 데 성공했다. 물론 케빈을 잡으려고 다른 호텔 직원들이 대부분 뒤로 누워 난장판이 되어 케빈을 잡지 못했지만, 다른 멀쩡한 호텔 직원들이 다시 케빈을 추격하기 시작한다. 다행히 케빈이 한 발 먼저 빨랐으며, 케빈은 자신을 괴롭힌 호텔 직원들을 골탕먹이기 위해서 텔레비전을 켜고 저번에 자신이 봤던 그 비디오의 속편을 틀어 호텔 직원들을 농락했다. 호텔에서 탈출하고 우연히 공원에서 비둘기 아줌마를 만나 친구가 되면서 가족의 소중함을 깨닫게 된다. 한편 케빈은 마브와 해리의 범죄 현장을 카메라로 찍고, 그들을 큰아버지가 수리를 위해 남겨둔 빈집으로 유인한다. 케빈의 함정에 빠져 혼이 난 두 멍청한 도둑들은 결국 공원에서 케빈의 신고로 출동한 경찰에 잡히고 만다. 드디어 카드를 추적하여 케빈을 찾아온 엄마 케이트(캐서린 오하라 분)와도 극적인 상봉을 한다. 다음 날 케빈의 선행에 감동한 던칸 씨의 크리스마스 선물을 받은 케빈은 외로운 비둘기 아줌마에게 비둘기 인형 한 개를 선물하여 영원한 우정을 약속한다. 물론 마지막에는 아빠 케빈(존 허드 분)에게 자신이 7성급 호텔에서 투숙한 결과를 알아채면서 무려 970달러 정도의 거금을 쓴 사실이 들켜서 한바탕 크게 혼이난다.

## 출연진
- 맥컬리 컬킨 - 케빈 맥콜리스터 역
- 조 페시 - 해리 림 역
- 대니얼 스턴 - 마브 머챈츠 역
- 존 허드 - 피터 맥콜리스터 역
- 캐서린 오하라 - 케이트 맥콜리스터 역
- 팀 커리 - 호텔 지배인 / Mr. 핵터 역
- 브렌다 프리커 - 비둘기 아줌마 역
- 롭 슈나이더 - 호텔 짐꾼 / 벨먼 세드릭 역
- 데이너 아이비 - 호텔 데스크 직원 / 헬레나 스톤 역
- 랠프 푸디 - 조니 역
- 에디 브래큰 - 장난감 가게 사장 / Mr. E. F. 던칸 역
- 데빈 라트레이 - 버즈 맥콜리스터 역
- 키어런 컬킨 - 풀러 맥콜리스터 역
- 게리 바먼 - 프랭크 맥콜리스터 역
- 힐러리 울프 - 메건 맥콜리스터 역
- 앨리 시디 - 뉴욕 공항 티켓 직원 역
- 크리스 콜럼버스 - 던칸 장난감 가게 후원자 역 (특별출연)
- 도널드 트럼프 - 트럼프 역 (특별출연)

## 한국판 성우진

### MBC (1996년 12월 24일)
- 박영남 - 케빈(맥컬리 컬킨)
- 황원 - 해리(조 페시)
- 안지환 - 마브(다니엘 스턴)
- 최성우 - 엄마(캐서린 오하라)
- 이윤연 - 아빠(존 허드)
- 이인성 - 지배인(팀 커리)
- 김태훈 - 큰아빠(게리 바만) / 쟈니(랄프 푸디)
- 이명숙 - 큰엄마(테리 스넬) / 비둘기 아줌마(브렌다 프리커)
- 이도련 - 던칸(에디 브래큰)
- 안장혁 - 도널드 트럼프(호텔 관계자)(본인)
- 최원형 - 호텔 직원(롭 슈나이더)
- 조예신 - 호텔 데스크 직원(다나 아이비)
- 이승현 - 케빈의 사촌(안나 슬로키)
- 박지훈 - 리무진 운전사(마이클 골드핑거)
- 변종필 - 택시 기사(마리오 토디스코)
- 전수빈 - 경찰(로드 셀)
- 이진홍 - 버즈(데빈 라트레이)
- 이영란 - 호텔 예약원(모니카 데브뢰)
- 안종덕 - 공항 직원(해리 허친슨)
- 이철용 - 노숙자(레오나르드 테퍼)
- 엄현정 - 밤거리 여성(카렌 지오다노)

### SBS (2004년 1월 1일)
- 손정아 - 케빈(맥컬리 컬킨)
- 이윤선 - 해리(조 페시)
- 황윤걸 - 마브(다니엘 스턴) / 쟈니(랄프 푸디) / 도널드 트럼프(본인)
- 최성우 - 엄마(캐서린 오하라)
- 윤병화 - 아빠(존 허드)
- 윤소라 - 비둘기 아줌마(브렌다 프리커)
- 이성 - 큰아빠(게리 바만)
- 이봉준 - 지배인(팀 커리)
- 이선호 - 큰엄마(테리 스넬) / 풀러(키어런 컬킨)
- 이재용 - 경찰(로드 셀)
- 배주영 - 메건(힐러리 울프)
- 우정신 - 리니(모린 엘리자베스 셰이)
- 은영선 - 브룩(안나 슬로키)
- 정훈석 - 버즈(데빈 라트레이)
- 김아영 - 호텔 데스크 직원(다나 아이비)
- 김용준 - 호텔 직원(롭 슈나이더)

## 같이 보기
- 크리스마스 영화 목록